# Kurzdorf
Kurzdorf [ˈkxʊrtsdɔrf] (im einheimischen Dialekt: [(s) xʊʀtsˈd̥ɔːʀfˑ] oder [ˈxuʀtːsd̥ɔːʀfˑ]) ist eine ehemalige Ortsgemeinde in der Munizipalgemeinde Frauenfeld und heute ein Quartier der Stadt Frauenfeld im Schweizer Kanton Thurgau. 1919 fusionierte die Ortsgemeinde Kurzdorf zur Einheitsgemeinde Frauenfeld.

## Geographie
Kurzdorf liegt nordwestlich des Stadtkerns auf der linken Seite der Murg.

## Name
Der alte Name sowohl des Langdorfs als des Kurzdorfs lautet Erchingen; der Zusatz Kurz(en)- ist erstmals 1316 belegt (Kurtzenerchingen; daneben schon 1312: in villa zem langen Erchingen) und liegt in der unterschiedlichen Gestalt der beiden Siedlungsteile begründet: Kurzenerchingen war ein sogenanntes Haufendorf, während Langenerchingen ein langgezogenes Strassendorf bildete.
Der Ersatz des Namens Erchingen durch das einfache Wort dorf scheint 1328 zum ersten Mal auf (ze der obrun kilchun ze Erchingen ... ze der kilchun ze dem Kurzendorfe) und ist im 18. Jahrhundert vollzogen (1743 dem Heini Funsting von Langen Erchingen jetz Langdorff genant).

## Geschichte
Das ehemalige Haufendorf liegt an der Römerstrasse von Winterthur nach Pfyn. 889 bestätigte der ostfränkische König Arnulf Erchingen als Eigentum des Klosters Reichenau. Seit dem 13. Jahrhundert gehörte es zum habsburg-kyburgischen Amt Frauenfeld und später bis 1798 zum Stadtgericht. Das grafschaftliche Hochgericht tagte bis 1417 bei der Laube.

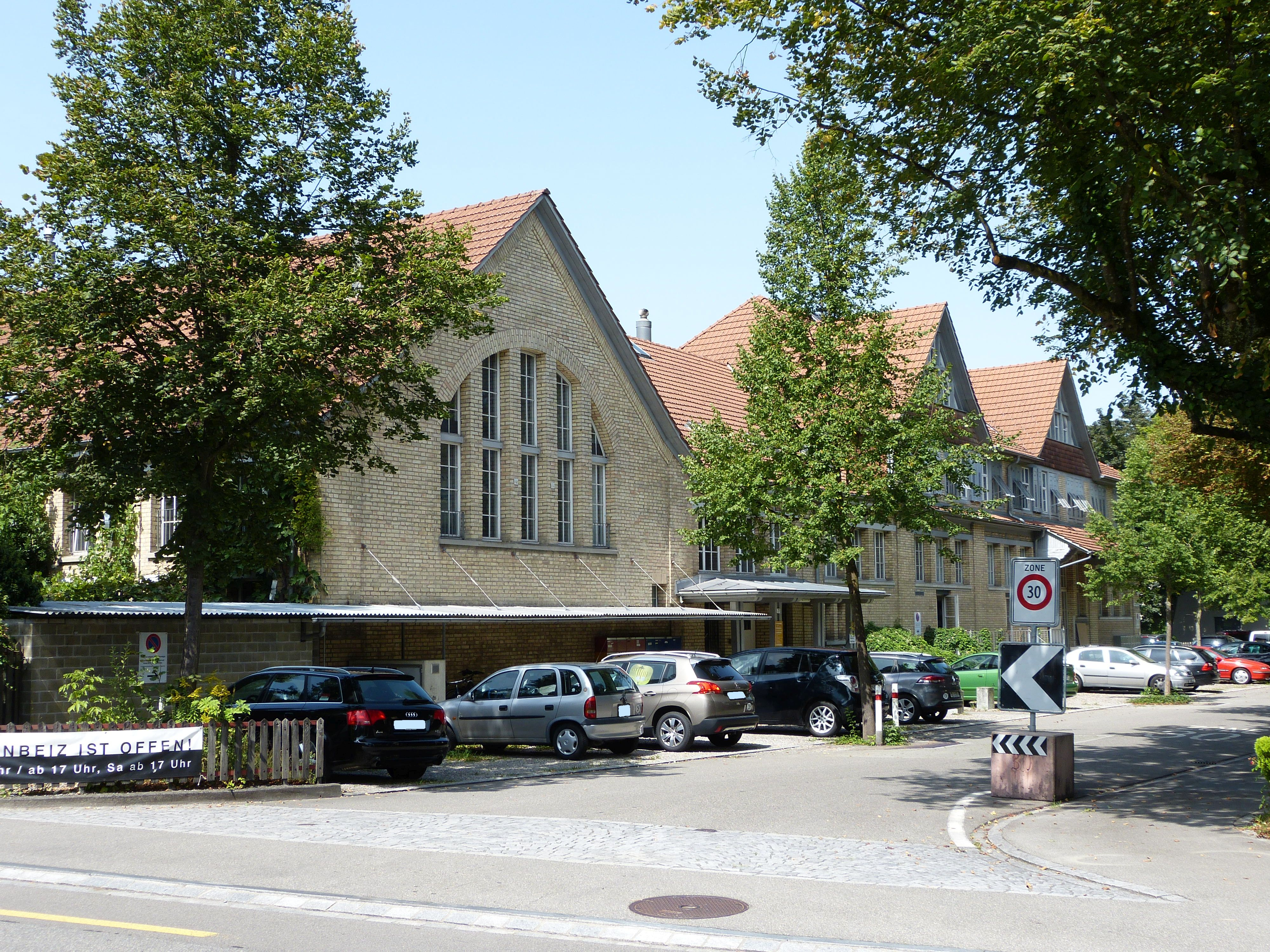
Ehemaliges Eisenwerk, erbaut 1908 nach Plänen von Brenner & Stutz.

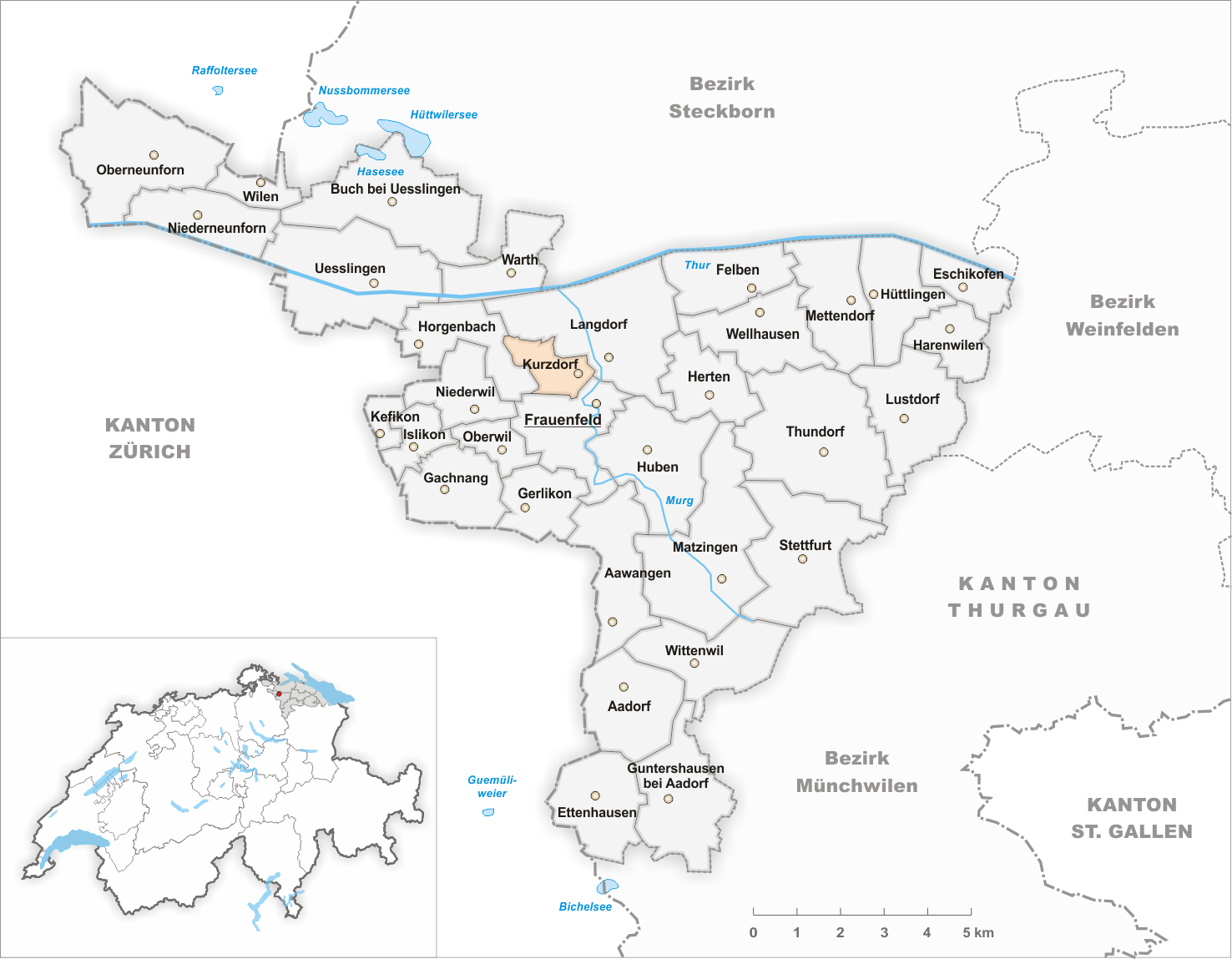
Gemeindestand vor der Fusion im Jahr 1919

Kurzdorf gehörte zur Pfarrei Frauenfeld-Oberkirch, wurde 1529 reformiert und 1534 paritätisch. Die Kirche St. Johann blieb reformiert.
Das ursprünglich auf Getreidebau ausgerichtete Kurzdorf hatte im 14. Jahrhundert eine Mühle. Ab 1840 erfuhr der Ort mit der Einführung von Baumwollspinnerei, Seidenzwirnerei, Stickerei und Giesserei einen starken wirtschaftlichen Wandel. 1878 kam ein Gaswerk, 1908 ein Eisenwerk hinzu.
| Jahr      | 1831 | 1850 | 1900 | 1910 |
| Einwohner | 216  | 347  | 1042 | 1251 |

## Sehenswürdigkeiten
Die reformierte Kirche St. Johann, das ehemalige Eisenwerk und die beiden unten abgebildeten Objekte sind in der Liste der Kulturgüter in Frauenfeld aufgeführt.

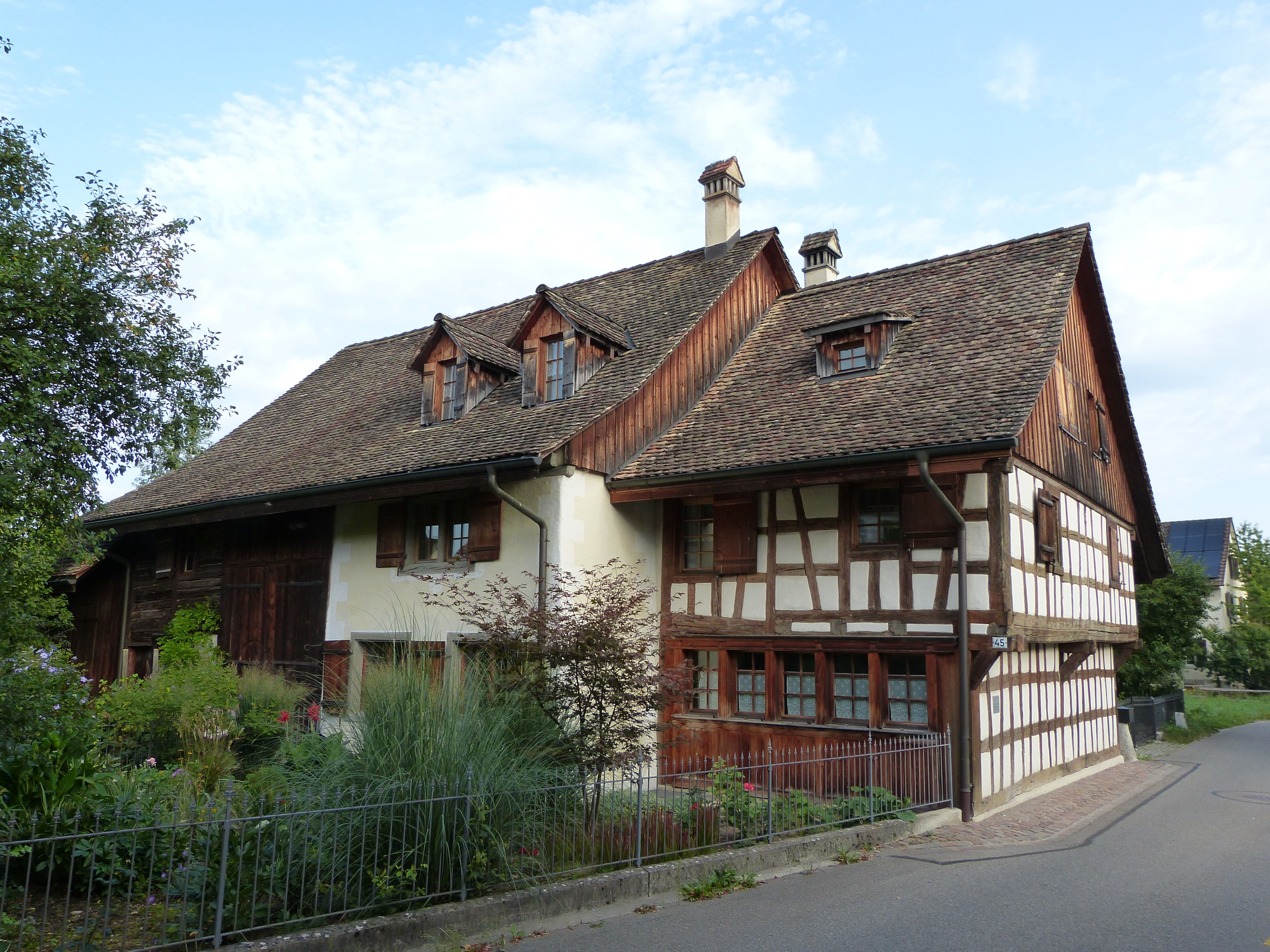
Fachwerkhaus mit angebautem Wohnteil an der Laubgasse 45
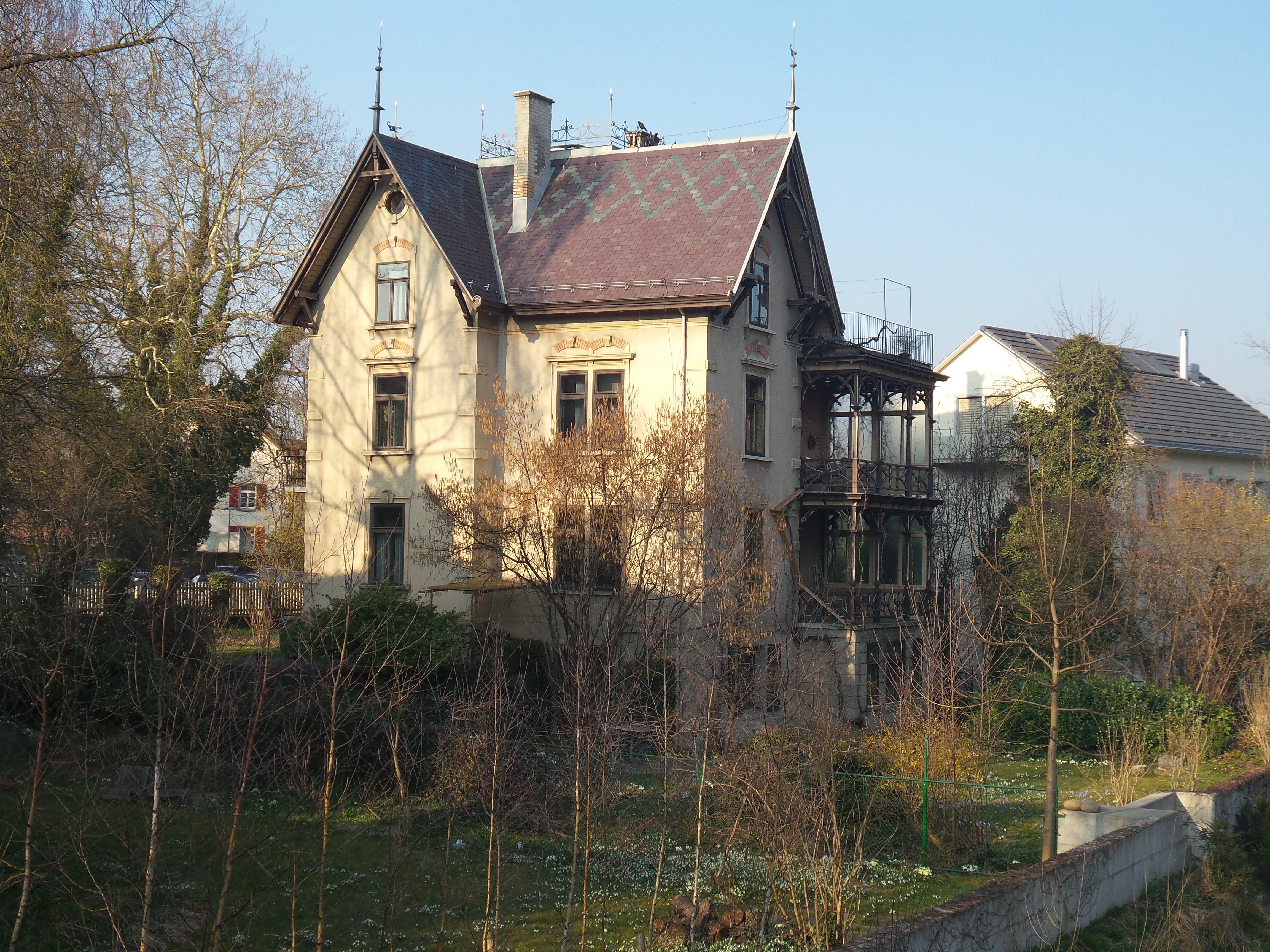
Villa Brenner an der Gaswerkstrasse 4